# Geelkoptroepiaal
De geelkoptroepiaal (Xanthocephalus xanthocephalus) is een zangvogel uit de familie Icteridae (troepialen).

## Verspreiding en leefgebied
Deze soort komt voor van zuidelijk Canada tot noordelijk Baja California en de zuidelijke Verenigde Staten en overwintert in centraal Mexico.